# Ellsworth Bunker
Ellsworth Bunker (Yonkers (New York), 11 mei 1894 - Brattleboro (Vermont), 27 september 1984) was een Amerikaans diplomaat.

## Levensloop
Bunker behaalde zijn bachelorgraad in rechten in 1916 aan de Yale-universiteit. Hij ging vervolgens aan het werk voor de National Sugar Refining Company, waarvan zijn vader een van de oprichters is geweest. Hier trad hij 1927 toe tot de raad van bestuur tot 1951, de laatste jaren als voorzitter.
Van 1954 tot 1956 stond hij aan het hoofd van het Amerikaanse Rode Kruis. Vanaf zijn aantreden had hij te maken met de nieuw ontwikkelde organisatiestructuur, de aanpassingen na afloop van de Koreaanse Oorlog, hulp aan de slachtoffers van de Hongaarse Opstand en kregen de VS te maken met twee ongewoon sterke orkaanseizoenen. Ondanks de intensiteit van de Koude Oorlog wist hij een effectieve relatie tot stand te brengen met het Rode Kruis van de Sovjet-Unie.
Zijn diplomatieke carrière was hij al begonnen in 1951 en in de loop van de jaren werd hij ambassadeur in Argentinië, Italië, Zuid-Vietnam, India, Nepal en de Organisatie van Amerikaanse Staten.
Tussendoor bekleedde hij andere diplomatieke functies. Zo speelde hij in de zomer van 1962 een beslissende rol in de bemiddeling tussen Nederland en Indonesië in het Hoofdkwartier van de Verenigde Naties. Tijdens deze onderhandelingen kwam het Verdrag van New York tot stand waarin Nederland afzag van de claim op Nederlands-Nieuw-Guinea.
In Zuid-Vietnam was hij ambassadeur in de periode van 1967 tot 1973. Zijn periode omvatte ook de ondertekening van de Parijse Akkoorden op 27 januari 1973 die een einde maakten aan de Vietnamoorlog. Van de Vietnamezen kreeg hij de bijnaam "The Icebox" (de koelkast) mee vanwege zijn koele uiterlijk.
De laatste diplomatieke opdracht van Bunker bestond uit zijn deelname aan de uitwerking van de Torrijos-Carterverdragen (1977-78), die leidden tot de teruggave van het Panamakanaal aan Panama.

## Erkenning
Bunker werd tot tweemaal toe onderscheiden met een Presidential Medal of Freedom: in 1963 door John F. Kennedy naar aanleiding van de succesvolle afdracht van Nederlands-Nieuw-Guinea en in 1967 door Lyndon Johnson na de Amerikaanse interventie in de Dominicaanse Republiek. In 1970 werd hem verder de militaire onderscheiding Sylvanus Thayer Award toegekend.